# Marciano (nome)
Marciano  è un nome proprio di persona italiano maschile.

## Varianti
- Maschili: Marziano[2]
- Femminili: Marciana[2], Marziana[4][5]

### Varianti in altre lingue
- Catalano: Marçà[6], Marcià[6]
- Latino: Marcianus[1][6]
  - Femminili: Marciana[7]
- Polacco: Marcjan
  - Femminili: Marcjanna
- Portoghese: Marciano[3]
  - Femminili (brasiliano): Marciane[7]
- Spagnolo: Marciano[3][6]
- Ucraino: Маркіян (Markijan)[3]

## Origine e diffusione
Continua il nome latino Marcianus: si tratta di un patronimico derivato, direttamente oppure tramite un ulteriore patronimico Marcius, da Marcus, ossia Marco. Alternativamente, può anche essere considerato una variante del nome Marziano, esso stesso un patronimico derivato però da Marzio, oppure direttamente dal nome del dio Marte. Si tratta quindi di uno dei vari nomi che riflettono il culto del dio romano Marte, alla stessa maniera di Marco, Marcello, Martino, Martana e Marziale.
In Italia il nome è diffuso grazie al culto di vari santi così chiamati, e risulta accentrato per un terzo dei casi in Campania.

## Onomastico
L'onomastico si può festeggiare in memoria di più santi, alle date seguenti:
- 4 gennaio, san Marciano, martire in Africa sotto Unerico[8]
- 10 gennaio, san Marciano, sacerdote di Costantinopoli, tesoriere di Santa Sofia[8][9]
- 16 febbraio, san Marciano, imperatore, venerato dalle chiese orientali[9]
- 6 marzo, san Marciano o Marziano, primo vescovo di Tortona e martire sotto Adriano[8][9]
- 20 aprile, san Marciano, monaco ad Auxerre[8][9]
- 22 maggio, san Marciano o Mariano, vescovo di Ravenna[8]
- 24 maggio, santa Marciana, martire con altri compagni in Galazia[8]
- 5 giugno, san Marciano, martire con altri compagni in Egitto sotto Galerio[8][9]
- 17 giugno, san Marciano, soldato, martire a Venafro sotto Diocleziano o Massimiano[8][9]
- 10 luglio, san Marciano, martire a Tomi[8]
- 11 luglio, san Marciano, martire ad Iconio[8][9]
- 11 luglio o 9 gennaio, santa Marciana, eremita, martire a Cesarea in Mauritania[8][9]
- 14 luglio, san Marciano, vescovo di Frigento[8][9]
- 25 agosto, san Marciano di Saignon, fondatore del monastero di Sant'Eusebio presso Apt[8]
- 16 settembre, san Marciano, senatore romano, martire con il figlio Giovanni e i compagni Abbondio e Abbondanzio sul monte Soratte[8][9]
- 4 ottobre, san Marciano, martire ad Alessandria d'Egitto[8]
- 9 ottobre, san Marciano José, religioso lasalliano, uno dei martiri di Turón[8]
- 25 ottobre, san Marciano, martire con san Martirio a Costantinopoli sotto Costanzo II[8][9]
- 26 ottobre, san Marciano, martire con san Luciano a Nicomedia, venerato a Vich[9]
- 30 ottobre, san Marciano, vescovo di Siracusa e martire[9]
- 2 novembre, san Marciano, eremita e confessore presso Chalcis[8][9]
- 9 novembre, san Marciano, martire con altri nove compagni a Costantinopoli sotto Leone l'Isaurico[8]
- 25 novembre, san Marciano, martire con altri dodici compagni in Africa[8]

## Persone
- Marciano, imperatore bizantino
- Marciano, politico romano
- Marciano, generale bizantino
- Marciano, usurpatore contro Zenone
- Marciano, vescovo di Mantova
- Marciano, vescovo di Siracusa
- Marciano, vescovo di Tortona
- Marciano di Eraclea, geografo greco antico
- Marciano Bruma, calciatore olandese
- Marciano José do Nascimento, calciatore brasiliano
- Marciano Saldías, calciatore boliviano
- Marciano Vink, calciatore olandese

### Variante Marziano
- Marziano Capella, grammatico romano
- Marziano Ciotti, patriota italiano
- Marziano Guglielminetti, critico letterario e accademico italiano
- Marziano Perosi, compositore, organista e maestro di cappella italiano

### Variante femminile Marciana
- Ulpia Marciana, Augusta dell'impero romano

## Toponimi
- Marcianopoli fu una città fondata dall'imperatore Traiano in Tracia, in onore della sorella Ulpia Marciana.